# Ivigtut
Ivigtut (tudi Ivittut) je naselje v zalivu Arsukfjord, na jugozahodu Grenlandije. Prebivalstvo šteje okoli 500 ljudi, večinoma Eskimov in Dancev.
Ivigtut je edini rudnik kriolita na svetu.
Med drugo svetovno vojno je bila tu pomorska in letalska baza ZDA.
Ivigtut je edini kraj na Grenlandiji, kjer je bila doslej izmerjena temparatura nad 30 stopinj Celzija (30,1 °C).